# Alexandros Nikolias
Alexandros Nikolias (Αλέξανδρος Νικολιάς; Kymi, 23 luglio 1994) è un calciatore greco, centrocampista del PAS Giannina.